# Nedre Örevatten
Nedre Örevatten är en sjö i Kungälvs kommun i Bohuslän och ingår i Göta älvs huvudavrinningsområde. Sjön är 4,6 meter djup, har en yta på 0,038 kvadratkilometer och befinner sig 119 meter över havet.

## Delavrinningsområde
Nedre Örevatten ingår i det delavrinningsområde (642897-127846) som SMHI kallar för Ovan VDRID = Hältorpsån i Göta älvs vattendragsyta. Medelhöjden är 71 meter över havet och ytan är 37,61 kvadratkilometer. Räknas de 3146 avrinningsområdena uppströms in blir den ackumulerade arean 47 990,48 kvadratkilometer. Avrinningsområdets utflöde Göta älv (Röa) mynnar i havet. Avrinningsområdet består mestadels av skog (57 %), öppen mark (11 %) och jordbruk (25 %). Avrinningsområdet har 1,69 kvadratkilometer vattenytor vilket ger det en sjöprocent på 4,5 %. Bebyggelsen i området täcker en yta av 0,78 kvadratkilometer eller 2 % av avrinningsområdet.